# Baïssangour Chamsoudinov
Baïssangour Chamsoudinov (en cyrillique : Байсангур Шамсудинов), surnommé Baki, né le 16 août 2001 à Ourous-Martan, est un pratiquant français d'origine tchétchène d'arts martiaux mixtes (MMA).

## Biographie

### Jeunesse
Baïssangour naît en 2001 à Ourous-Martan, en Tchétchénie; dans un pays ravagé par la seconde guerre de Tchétchénie. Ses parents le prénomment Baïssangour en référence à Baïssangour de Benoï, héros de la résistance tchétchène contre le colonialisme russe. Sa famille se réfugie en France lorsqu'il a 4 ans et s'installe à Haguenau, dans le Bas-Rhin, après avoir vécu quelque temps en Allemagne. Lors de ses années à l'école, il fait l'objet de blagues, qu'il supporte mal, et est régulièrement impliqué dans des bagarres. Il déclare : « Quand j’étais petit j’étais vraiment très gentil, je le suis toujours », cependant il affirme qu'il était toujours prêt à se défendre.

### Carrière
Il pratique le judo jusqu'à obtenir sa ceinture noire. Il abandonne toutefois ce sport, qui ne lui offre « pas plusieurs options » lors des combats et commence donc à s'entrainer en MMA.
Baïssangour adopte le surnom de « Baki », en référence au personnage principal du manga du même nom. Baki explique que c'est son coach qui lui donnera ce surnom. 

#### Hard Fighting Championship (2019)
En 2019, il fait ses débuts en professionnel au Hard Fighting Club, affrontant Soury Medhi qu'il bat par TKO. 

#### 100% Fighting (2020 - 2021)
En 2020 et 2021, il participe à des combats dans l'organisation 100 % Fighting où il combat et gagne contre Onefel Mackoumbou et Atilla Kobas.

#### ARES Fighting Championiship (2022 - 2023)
En 2022, il démarre à l'ARES Fighting Championiship face à Mikael Marie Sardi remportant le combat par décision unanime. La même année, il combat le Britannique Bobby Palett,,, un combat dont il sort également victorieux, à nouveau par décision unanime.
En 2022, il se rapproche de la star de l'UFC Khamzat Chimaev, d'abord sur les réseaux sociaux puis dans la vraie vie. Ils se soutiennent mutuellement et s'entraînent parfois ensemble,. Baïssangour aide notamment Chimaev à préparer son combat prévu contre Paulo Costa (combat annulé par la suite, Paulo Costa s'étant fait remplacer par Kamaru Usman).
Il se place rapidement en position pour le titre. Il est censé affronter l'invaincu Félix Klinkhammer (9 victoires - 0 défaite) le 17 novembre 2023, combat lors duquel est mise en jeu la ceinture des 77 kg de l'ARES, mais Baki rate sa pesée.

#### Professional Fighters League (depuis 2024)
Après des mois de tension et d'échanges avec la légende du kickboxing Cédric Doumbè, la Professional Fighters League officialise le combat tant attendu par les fans, qui doit avoir lieu le 7 mars 2024 à l'Accor Arena. Baki signe un contrat « One Shot », c'est-à-dire qu'il quittera le PFL une fois son combat terminé. L'ambiance autour de cet événement est plus qu'électrique, l'entièreté des places se vendent en 15 minutes sans même que les autres combats de la soirée ne soient annoncés. Cédric Doumbè ayant pour habitude de se moquer de ses adversaires pour créer un engouement, il attaque directement son adversaire sur les réseaux sociaux et promet un KO au premier round à son public. Baki n'hésite pas à répondre aux multiples provocations, disant même qu'il va « envoyer un vieux monsieur à la retraite ». 
Alors que bon nombre de pronostics voient Cédric Doumbè vainqueur, la confrontation s'avère plus serrée que prévu. Baki domine le premier round en effectuant plusieurs amenés au sol face à son adversaire franco-camerounais, qui se défend et réussit à se relever à chaque tentative. Le deuxième round est plus à l'avantage de Doumbè, qui le touche à diverses reprises et arrête d'envoyer des kicks pour ne plus laisser d'opportunité à Baïssangour. Les juges donnent donc le premier round à Baki et le second à Doumbè, ils sont à égalité à l'approche du troisième. Finalement, l'arbitre Marc Goddard arrête le combat après que Doumbè s'est plaint d'avoir une écharde dans le gros orteil du pied gauche, et déclare Chamsoudinov vainqueur. Les circonstances de sa victoire provoquent une polémique.

#### Retour à l'ARES, premier titre mondial (2025)
Après plus d'un an sans combat en raison d'un conflit contractuel, Baki remporte le titre de poids mi-moyens de l'ARES Fighting Championship en battant sur KO technique Thiago Lima,	lors de l'Ares FC 30, le 16 mai 2025	 à	Paris,.

## Palmarès

### Palmarès en arts martiaux mixtes
| 9 combats      | 9 victoires | 0 défaites |
| Par KO         | 5           | 0          |
| Par soumission | 0           | 0          |
| Sur décision   | 4           | 0          |

| Résultat | Record | Adversaire             | Méthode                  | Événement                             | Date             | Round | Temps | Lieu                              | Notes                                                                                                |
| -------- | ------ | ---------------------- | ------------------------ | ------------------------------------- | ---------------- | ----- | ----- | --------------------------------- | --- |
| Victoire | 9-0    | Thiago Lima            | TKO (coups de poing)     | Ares FC 30: Chamsoudinov vs Lima      | 16 mai 2025      | 2     | 4:35  | Paris, France Adidas Arena        | Remporte le titre de poids mi-moyens de ARES Fighting Championship                                   |
| Victoire | 8-0    | Cédric Doumbè          | TKO (arrêt de l’arbitre) | PFL Europe Paris 2                    | 7 mars 2024      | 3     | 1:21  | Paris, France Accor Arena         | Cédric Doumbè se plaint d’une écharde dans l’orteil, l’arbitre décide alors de mettre fin au combat. |
| Victoire | 7-0    | Efrain Escudero        | TKO                      | Ares FC 16: Chamsoudinov vs. Escudero | 23 juin 2023     | 2     | 4:42  | Paris, France Dôme de Paris       | Performance de la soirée.                                                                            |
| Victoire | 6-0    | Alexander Mikael Viana | Décision unanime         | Ares FC 11: Abdoul vs. Haratyk        | 20 janvier 2023  | 3     | 5:00  | Paris, France Dôme de Paris       | Performance de la soirée.                                                                            |
| Victoire | 5-0    | Bobby Pallett          | Décision unanime         | Ares FC 8: Tekenah vs. Siric          | 2 septembre 2022 | 3     | 5:00  | Paris, France Dôme de Paris       | Performance de la soirée.                                                                            |
| Victoire | 4-0    | Mickael Marie Sardi    | Décision unanime         | Ares FC 6: Damiani vs. Tulshaev       | 20 mai 2022      | 3     | 5:00  | Paris, France Dôme de Paris       | |
| Victoire | 3-0    | Atilla Kobas           | TKO                      | 100% Fight 44                         | 29 octobre 2021  | 3     | 1:56  | Paris, France ,Gymnase Japy       | |
| Victoire | 2-0    | Onefel Mackoumbou      | Décision unanime         | 100% Fight 43                         | 22 février 2020  | 3     | 5:00  | Paris, France Gymnase Japy        | |
| Victoire | 1-0    | Soury Medhi            | TKO                      | HFC: Special USA Edition              | 2 février 2020   | 3     | 1:56  | Basel, Suisse, Grand Casino Basel | |

### Palmarès en arts martiaux mixtes amateur
| 2 combats      | 2 victoires | 0 défaites |
| Par KO         | 0           | 0          |
| Par soumission | 1           | 0          |
| Sur décision   | 1           | 0          |

| Résultat | Record | Adversaire      | Méthode                           | Événement                     | Date             | Round | Temps | Lieu         | Notes |
| -------- | ------ | --------------- | --------------------------------- | ----------------------------- | ---------------- | ----- | ----- | ------------ | ----- |
| Victoire | 2-0    | Lukas Maier     | Décision unanime                  | Hard Fighting Championship 21 | 14 décembre 2019 | 3     | 5:00  | Bâle, Suisse |       |
| Victoire | 1-0    | Fabien Jeanfreu | Soumission (étranglement arrière) | Hard Fighting Championship 20 | 12 octobre 2019  | 2     | 3:41  | Bâle, Suisse |       |

### Palmarès en grappling
| Résultat | Record | Adversaire   | Méthode          | Événement  | Date         | Round | Temps | Lieu                   | Notes |
| -------- | ------ | ------------ | ---------------- | ---------- | ------------ | ----- | ----- | ---------------------- | ----- |
| Égalité  | 0-0-1  | Owen Livesey | Décision unanime | Polaris 28 | 15 juin 2024 | 1     | 10:00 | Doncaster, Royaume-Uni |       |